# گویلمبری شرقی
ایست گویلمبری (به انگلیسی: East Gwillimbury) یک منطقهٔ مسکونی در کانادا است که در شهرستان یورک (کانادا) واقع شده‌است. ایست گویلمبری ۲۴۵٫۰۳ کیلومتر مربع مساحت و ۲۳٬۹۹۱ نفر جمعیت دارد.